# Stictonaclia subflava
Stictonaclia subflava är en fjärilsart som beskrevs av Griveaud 1964. Stictonaclia subflava ingår i släktet Stictonaclia och familjen björnspinnare. Inga underarter finns listade i Catalogue of Life.